# Alesana Tuilagi
Alesana "Alex" Tuilagi (24. února 1981 Fogapoa) je bývalý samojský ragbista, který hrál jako křídlo. Jako hráč týmu Leicester Tigers se stal trojnásobným vítězem anglické nejvyšší ligy (2007, 2009, 2010). V roce 2007 si připsal triumf i v Anglo–Velšském poháru. V sezóně 2010/11 položil nejvíce pětek v anglické lize (13).
Za Samou odehrál 37 zápasů a položil 18 pětek (2002–2015). Zúčastnil se MS 2007 až MS 2015. Zahrál si tam dohromady v 11 zápasech a pokaždé byl v základní sestavě, na svém prvním a druhém světovém šampionátu nechyběl na hřišti ani minutu. Chyběl jen proti Skotsku (MS 2015) kvůli úderu kolenem vůči japonskému protihráči. Odehrál v roce 2006 zápas za výběr Pacifických ostrovů. Byl součástí samojské reprezentace při senzační výhře nad Austrálií (červenec 2011). V červnu 2013 pomohl Tuilagi své zemi poprvé v historii porazit Skotsko.
Má 5 bratrů a 1 sestru. Každý jeho bratr hrál nebo ještě hraje ragby. Tři jeho sourozenci si zahráli za Samou a Manu Tuilagi hrál za Anglii.

## Klubová kariéra
- 2002–2004 Parma
- 2004–2012 Leicester Tigers
- 2012–2014 Urayasu D-Rocks (Japonsko)
- 2014–2016 Newcastle Falcons
- 2016–2017 Toulon